# Марионетка

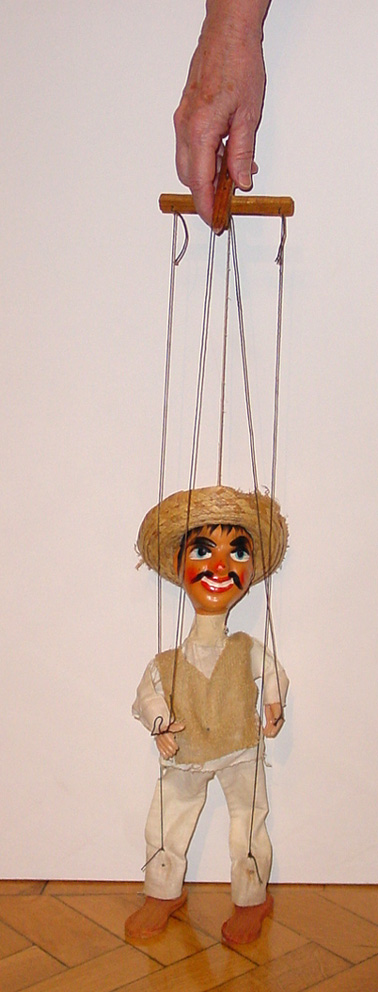
Мексиканская марионетка

Марионе́тка (итал. marionetta) — разновидность управляемой театральной куклы, которую кукловод приводит в движение при помощи нитей или металлического прута. Появление марионетки принято относить к XVI веку.

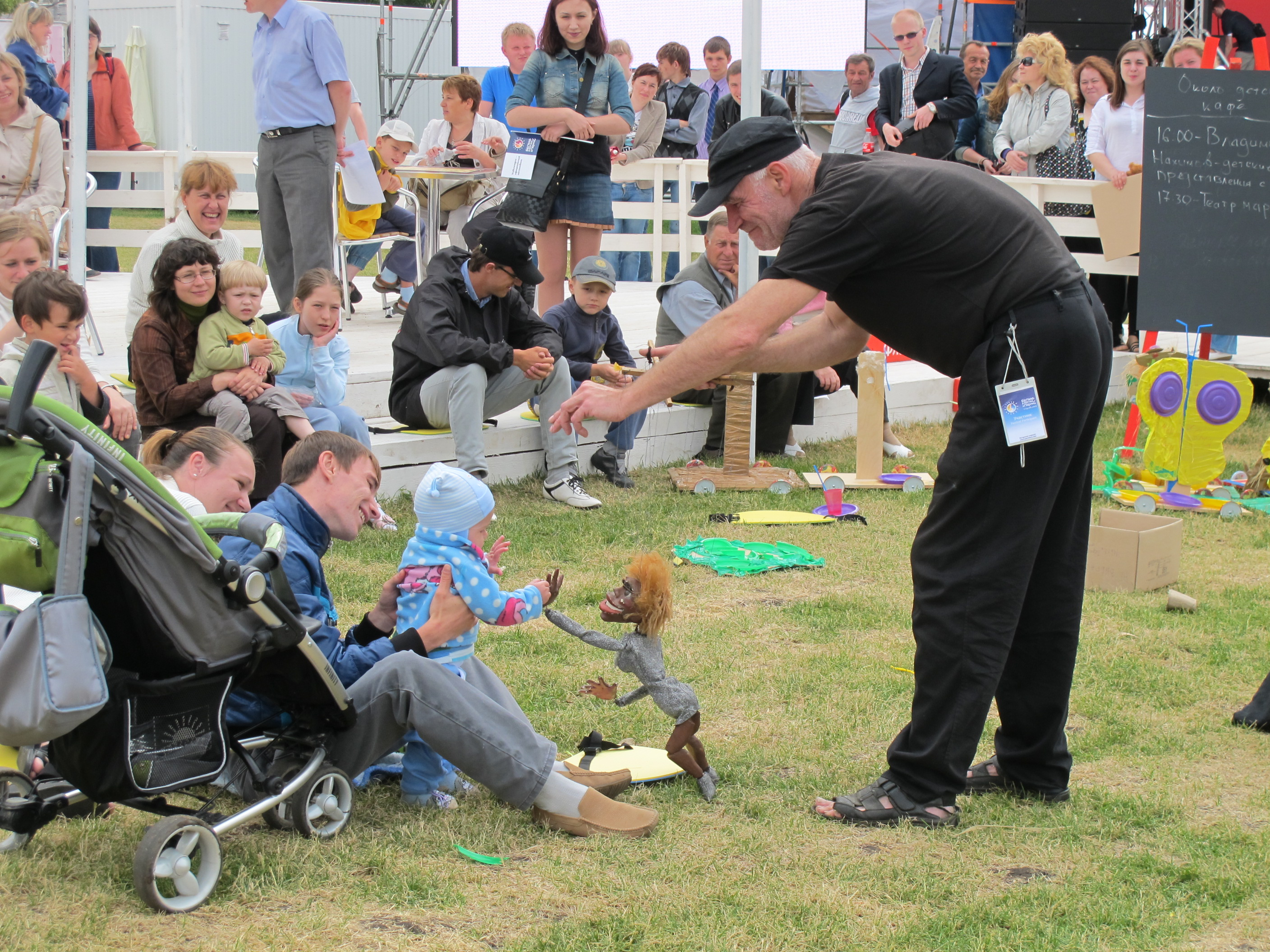
Артист-марионеточник на фестивале «Белые ночи в Перми»

Кукла, как правило, целиком состоит из ткани, но некоторые части делаются и из других материалов. Наиболее часто употребляемый материал — глина. К рукам, ногам, туловищу и голове куклы крепятся верёвки, продеваемые через отверстия так называемого «креста» (в профессиональном произношении «вага») посредством наклонений которого кукла делает человекоподобные движения.
Слово «марионетка» происходит от средневековых кукол, изображавших Деву Марию и часто называвшихся уменьшительными вариантами имени Мария (фр. Marion, Mariotte, Mariolle). В частности, в Венеции, деревянные механические куклы появлялись в дни ежегодных церковных праздников. В старой литературе встречается утверждение, что название произошло от имени изобретателя, итальянца Мариони.